# Мохачка битка
Мохачка битка је вођена између угарске војске предвођене Лајошем II и турске војске предвођене Сулејманом Величанственим 29. августа 1526. године. Османлије су однеле победу.

## Позадина
Мађари су се дуго супротстављали османском ширењу у југоисточној Европи. Женидба Лајоша II са Маријом од Аустрије 1522. приближила је краљевство Хабзбурзима, а Турци су видели потребу да разбију овај савез.  Пошто је Лајош одбио понуду за мир, Турци су одлучили да користе војну моћ. Јуна 1526, османска експедиција је кренула у напад преко Дунава.
Угарска војска је била подељена на три мање групе: трансилванијску војску под командом Јаноша Запоље са задатком да брани пролаз у Трансилванијским Алпима, главну групу коју је предводио сам краљ Лајош и још једну мању групу под комадном грофа Кристофа Франкопана. Запољина и Франкопанова војска нису стигле на време. Неке теорије говоре да Запољина армија просто није могла да стигне на време, а друге кажу да је имао удела у краљевом поразу.

## Битка
Угарске снаге су изабрале место за битку, отворену али неравну пољану која води до Дунава, уз неколико мочварних делова. Турцима је било дозвољено да напредују скоро без отпора. Док је Лајош чекао у Будиму, Турци су опколили неколико градова и прешли Саву и Драву. Лајош је скупио око 26.000 а османска војска је бројала око 50.000 до 65.000 војника. Угарска војска се постројила како би искористила предност терена и надала се да ће сломити османску војску на делове.
Сама битка је трајала нешто више од два сата. Како је прва Сулејманова група, румелијанска војска, стигла на бојиште, напале су је и опколиле угарске трупе предвођене Палом Томоријем. Али када су стигле главне османске снаге, стање се брзо променило. У једном тренутку је и сам Сулејман био у опасности од угарских стрела које су погодиле његов оклоп. Због спорости да се ојача успех на десном крилу, угарско напредовање је постало изложено нападима. Они који нису побегли опкољени су и убијени, или заробљени. Лајош је напустио бојиште, али је збачен са коња у реку и удавио се. Пресудан фактор у бици је била турска артиљерија, која је покосила хиљаде Мађара. Више од 14.000 угарских војника је погинуло на почетку битке. Турски губици били су слични.. Више од хиљаду припадника угарског племства је погинуло.

## Ток битке
План османских војсковођа био је да део Османске војске нападне и после неког времена се повуче. Када се турска војска повукла за њом, занесена победом, је кренула и угарска војска. Иза брда их је дочекао велики број топова који су уништили већи део угарске војске. Једна од првих битака у којима су топови одиграли битну улогу. Остатак угарске војске је кренуо у повлачење, али османска војска им је оставила слободан пролаз само према реци па су се угарски војници удавили у води. Запад је био запрепашћен да су Турци успели да искористе релативно велике топове у отвореној бици, обично су коришћени за опсаде. Сматра се да је ова тактика била идеја Ибрахим-паше, тадашњег великог везира султана Сулејмана Величанственог.

## Последице
Победа није дала Турцима сигурност коју су желели. Битка је означила крај краљевине Угарске, али су се турске снаге повукле у септембру и за територију се борио Хабзбург Фердинанд I, надвојвода Аустрије, Лајошев шурак и наследник према споразуму са краљем Ладиславом. Док је Аустрија доминирала у северној трећини земље и деловима данашње Хрватске, Турци су добили југозападну Угарску и врховну власт над вазалном Трансилванијом. Ове територије користили су да нападају независне угарске племиће на истоку и аустријске поседе на северозападу, започињући опсаду Беча.
Битка се понекад пореди са биткама код Никопоља и Кресија у 14. веку, где су спори витезови у тешким оклопима претрпели пораз од руку слабије оклопљених противника опремљених далекометним оружјем.
Са новоосигураном базом у источној Европи, ефикасна лака коњица и артиљерија Османског царства су наставиле да угрожавају средњу Европу деценијама. Њихов утицај у Угарској, почевши са подршком Јаношу Запољи против Фердинанда, се наставила до Карловачког мира.

## „Црна чорба“
За Мађаре је пораз код Мохача доживљен као код Срба бој на Косову. После битке, група мађарских парламентараца је ишла да потпише мир са Турцима. Као парламентарци били су културно примљени у главном турском шатору. Наравно, услови које су као побеђена страна морали да прихвате, били су понижавајући. На крају су били послужени и црном кафом. Мађари, који дотле нису никада видели, ни пробали црну кафу, сматрали су то додатним понижењем, па су по повратку у свој логор рекли „... и на крају као врхунац понижења смо морали да попијемо црну чорбу!“
И данас у мађарском језику „попити црну чорбу“ је симбол највећег понижења.

## Занимљивости
Битка је екранизована у серији Сулејман Величанствени. У Истанбулском војном музеју постоји панорама битке која приказује султана Сулејмана, како на узвишењу са Ибрахим пашом и свитом посматра битку, док се испод узвишења налазе топови и јањичари наоружани пушкама.

## Галерија
- Битка на Мохачу, минијатура
- Битка на Мохачу, литографија
- Шлем какав је носио краљ Лајош
- Краљ Лајош у оклопу
- Генерал Мађарске војске Пал Томори у свом златном ренесансном оклопу, 1526.
- Фреске које приказују оклоп Мађарске војске
- Мађарски штит
- Тешка мађарска оклопна коњица у пуном оклопу
- Мађарски хусар из доба битке
- Униформа Јањичара